# Swen Gillberg
Swen Gillberg é um especialista em efeitos especiais norte-americano. Como reconhecimento, foi nomeado ao Oscar 2012 na categoria de Melhores Efeitos Visuais por Real Steel.